# Irakli Garibašvili
Irakli Garibašvili (gruzínsky ირაკლი ღარიბაშვილი; * 28. června 1982, Tbilisi) je gruzínský politik, jenž působil jako ministr vnitra a dvakrát působil jako předseda vlády Gruzie. Avšak dne 29. ledna 2024 oznámil svou demisi.

## Život
Irakli Garibašvili působil ve vládě premiéra Bidziny Ivanišviliho jako ministr vnitra v letech 2012 až 2013. Poté, co Ivanišvili odstoupil z funkce premiéra, ho nahradil a působil jako předseda vlády od roku 2013 do prosince 2015. V prosinci 2015 byl vystřídán Giorgim Kvirikašvilim.
V letech 2018–19 působil jako poradce v gruzínské pobočce čínské společnosti CEFC. V souvislosti s tím roku 2023 upozornila nevládní organizace Civic IDEA, že v době, kdy byl podruhé premiérem, vyhrály všechny velké státní zakázky čínské společnosti.
V únoru 2021 se stal podruhé gruzínským premiérem.
6. dubna 2021 u něj byla zjištěna nákaza covidem-19. Ve své práci tedy byl nucen pokračovat z izolace od zbytku populace.
Je zastánce těsnější spolupráce země s Evropskou unií.